# Francesco Martinelli (architetto)
Francesco Martinelli (in tedesco: Franz Martinelli) (Tremezzo, 8 febbraio 1651 – Vienna, 28 ottobre 1708) è stato un architetto italiano naturalizzato austriaco.

## Biografia
Nel 1684 fu incaricato del restauro della chiesa dei Serviti di Vienna. Nel 1687 collaborò alla costruzione dell'abbazia di Heiligenkreuz. Dal 1703 fino alla morte Francesco Martinelli fu impegnato nella costruzione della chiesa di San Pietro di Vienna.
Il suo capolavoro tuttavia è il palazzo Esterházy sulla Wallnerstraße di Vienna, che fu prima rinnovato nel 1685 e successivamente interamente rifatto: i lavori terminarono nel 1695.
Progettò anche la basilica della Natività della Vergine Maria e l'annesso convento francescano a Frauenkirchen. Per la pianta e la facciata furono prese a modello le chiese gesuitiche del XVII secolo.
Abbellì il castello di Uherčice trasformandolo in una residenza barocca su commissione del feldmaresciallo Donat Johann Heißler von Heitersheim.
Ebbe come figli gli architetti Anton Erhard e Giovanni Battista.
Francesco Martinelli morì a Vienna il 28 ottobre 1708.